# Amo Você Vol. 14
Amo Você Vol. 14 é o décimo quarto álbum da coletânea brasileira Amo Você, da gravadora MK Music, lançado em junho de 2008.
Em 2012, ultrapassou a marca de 50 mil cópias e recebeu o certificado de disco de ouro da Pro-Música Brasil.
O álbum estreia a participação de Wilian Nascimento, Beno César, Jessyca, Sarando a Terra Ferida e Unção Ágape na série. As canções "Sintoma de Amor", gravada por Pamela e "Acredita em Mim", de Novo Som, estiveram também presentes nos álbuns Falando de Amor (2010) e Estação de Luz (2009), respectivamente.
Anos depois, algumas destas canções também estiveram presentes no projeto Amo Você – Melhores Momentos, de 2016.

## Lista de faixas
| Faixas |                                    |                                                  |                             |         |  |
| N.º    | Título                             | Compositor(es)                                   | Intérprete (es)             | Duração |  |
| 1.     | "Era Você"                         | Anderson Freire                                  | Wilian Nascimento           |         |  |
| 2.     | "Te Amaria Outra Vez"              | Fernanda Brum, Arianne                           | Fernanda Brum               |         |  |
| 3.     | "Sintoma de Amor"                  | Davi Fernandes, Rafael Brito                     | Pamela                      |         |  |
| 4.     | "Isso é Amor"                      | Anderson Freire, Junior Maciel, Josias Teixeira  | Voices                      |         |  |
| 5.     | "Acredita em Mim"                  | Davi Fernandes, Renato Cesar                     | Novo Som                    |         |  |
| 6.     | "Longa Caminhada (Un Viaje Largo)" | Jesús Adrián Romero / Versão: Marina de Oliveira | Marina de Oliveira          |         |  |
| 7.     | "Tanto Amor"                       | Emerson Pinheiro, Fernanda Brum                  | Emerson Pinheiro            |         |  |
| 8.     | "Janela do Coração"                | Jessyca, Tiago Ferfil                            | Jessyca e Wilian Nascimento |         |  |
| 9.     | "A Química"                        | Alex e Alex                                      | Alex e Alex                 |         |  |
| 10.    | "Metade Completa"                  | Anderson Freire, Junior Maciel, Adelson Freire   | Giom                        |         |  |
| 11.    | "Jamais Deixarei Você"             | Bruna Karla, Bruno Santos                        | Bruna Karla                 |         |  |
| 12.    | "O Amor, Você e Eu"                | Beno César, Solange César                        | Beno César                  |         |  |
| 13.    | "Descansa em Deus"                 | Marcelo Bastos                                   | Sarando a Terra Ferida      |         |  |
| 14.    | "Amor Marcante"                    | Anderson Freire                                  | Léa Mendonça                |         |  |
| 15.    | "Certeza de Amar"                  | Rayssa & Ravel                                   | Rayssa & Ravel              |         |  |
| 16.    | "Aliança"                          | Marquinhos Menezes                               | Marquinhos Menezes e Lilian |         |  |
| 17.    | "Quero Ser (Quiero Ver)"           | Jesús Adrián Romero / Versão: Alessandra Bione   | Unção Ágape                 |         |  |